# Mount Kolp
Mount Kolp ist ein 1010 m hoher und hauptsächlich unvereister Berg an der Shackleton-Küste der antarktischen Ross Dependency. Er ragt 11 km westnordwestlich des Kap Laird sowie unmittelbar östlich des Gletschers Lednik Karlova am Rand des Ross-Schelfeises auf.
Das Advisory Committee on Antarctic Names benannte ihn 1965 nach Lieutenant Colonel Hal Richard Kolp (1916–1980) vom United States Marine Corps, diensthabender Offizier der Flugstaffel VX-6 während der ersten Operation Deep Freeze (1955–1956).